# Hiei (1914)
El Hiei (比叡?) fue un acorazado de la clase Kongō, construido en los astilleros de Kawasaki en Kōbe. Creado inicialmente como crucero de batalla, modificaciones a toda la clase previas a la Segunda Guerra Mundial les convirtió en acorazados. El Hiei recibió su nombre del monte homónimo japonés.

## Historial

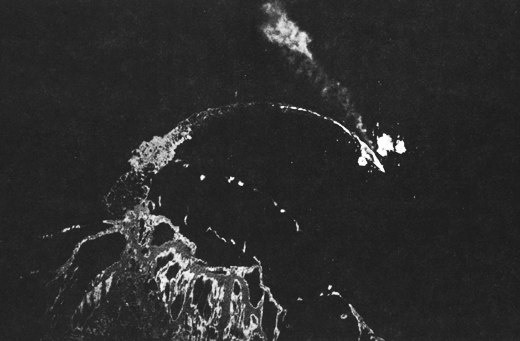
El Hiei, dejando un visible rastro de combustible, es bombardeado por B-17 el 13 de noviembre de 1942.

Debido a las restricciones del Tratado Naval de Londres, fue reconvertido en un buque de entrenamiento, perdiendo parte de su artillería y blindaje en el proceso. Sin embargo, tras la última reforma a toda la clase en 1940 recuperó todo ello. Una característica distintiva del Hiei era su puente, que fue remodelado siguiendo el diseño experimental posteriormente empleado en los Clase Yamato, en lugar de la típica estructura pagoda de sus gemelos o la Clase Fusō.
Su final llegó en la batalla naval de Guadalcanal, tras ser repetidamente alcanzado por una fuerza de cruceros estadounidenses, que deshabilitaron su sistema de dirección de tiro, así como el timón. Al día siguiente fue víctima de repetidos ataques aéreos, hundiéndose finalmente el 13 de noviembre de 1942.